# Grizzlochův mlýn
Grizzlochův mlýn je novodobé pojmenování historického vodního mlýna na Rybném potoce.v Krásném Lese u Petrovic v okrese Ústí nad Labem ve stejnojmenném kraji. Bývalý  mlýn je chráněn jako nemovitá kulturní památka České republiky.

## Historie

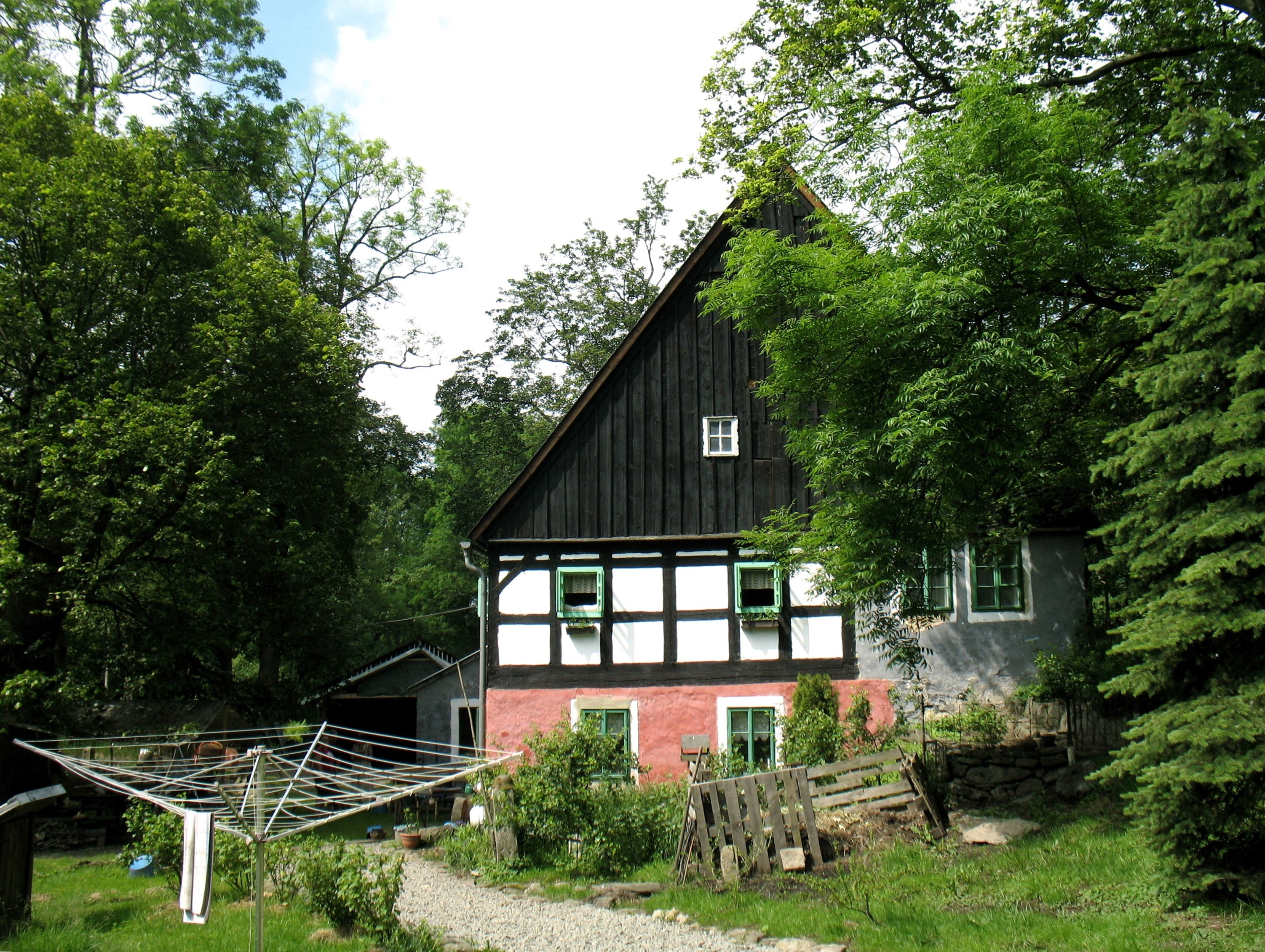
Pohled od východu

Mlýn je poprvé zmíněn v berní rule z roku 1654 a jako majitel je uveden Martin Ritschel. Počátkem 19. století byl přestavěn a ve svém půdorysu je dům zakreslen už na mapách stabilního katastru z roku 1843, kde je značen žlutě jako spalný. Posledním mlynářem byl Anton Samesch, který zde mlel do roku 1946. V roce 2016 mlýn koupil nový majitel, podle jehož přezdívky byl objekt pojmenován jako „Grizzlochův mlýn“. Historický mlýn je postupně rekonstruován a na přilehlých pozemcích je budována přírodní zahrada.

## Popis
Rovinná parcela se za mlýnem zvedá do svahu. Obdélný patrový podsklepený dům trojdílné pravé dispozice kryje sedlová střecha. Hlavním štítem je orientovaný k východu a podélným průčelím k jihu. Přízemí je zděné, patro prvního traktu hrázděné. V přízemí je omítka hrubě zvlněná a má tmavočervený nátěr, výplně hrázdění patra jsou hladké a bílé, Západní a východní štít jsou opatřené svislým bedněním se zalištováním.
Voda na vodní kolo tekla náhonem; jeho koryto vedlo za domem na severní straně a do mlýnice voda padala za západním zadním štítovým průčelím. Jeden francouzský mlecí kámen pochází ze Stadického mlýna.

### Zařízení mlýna

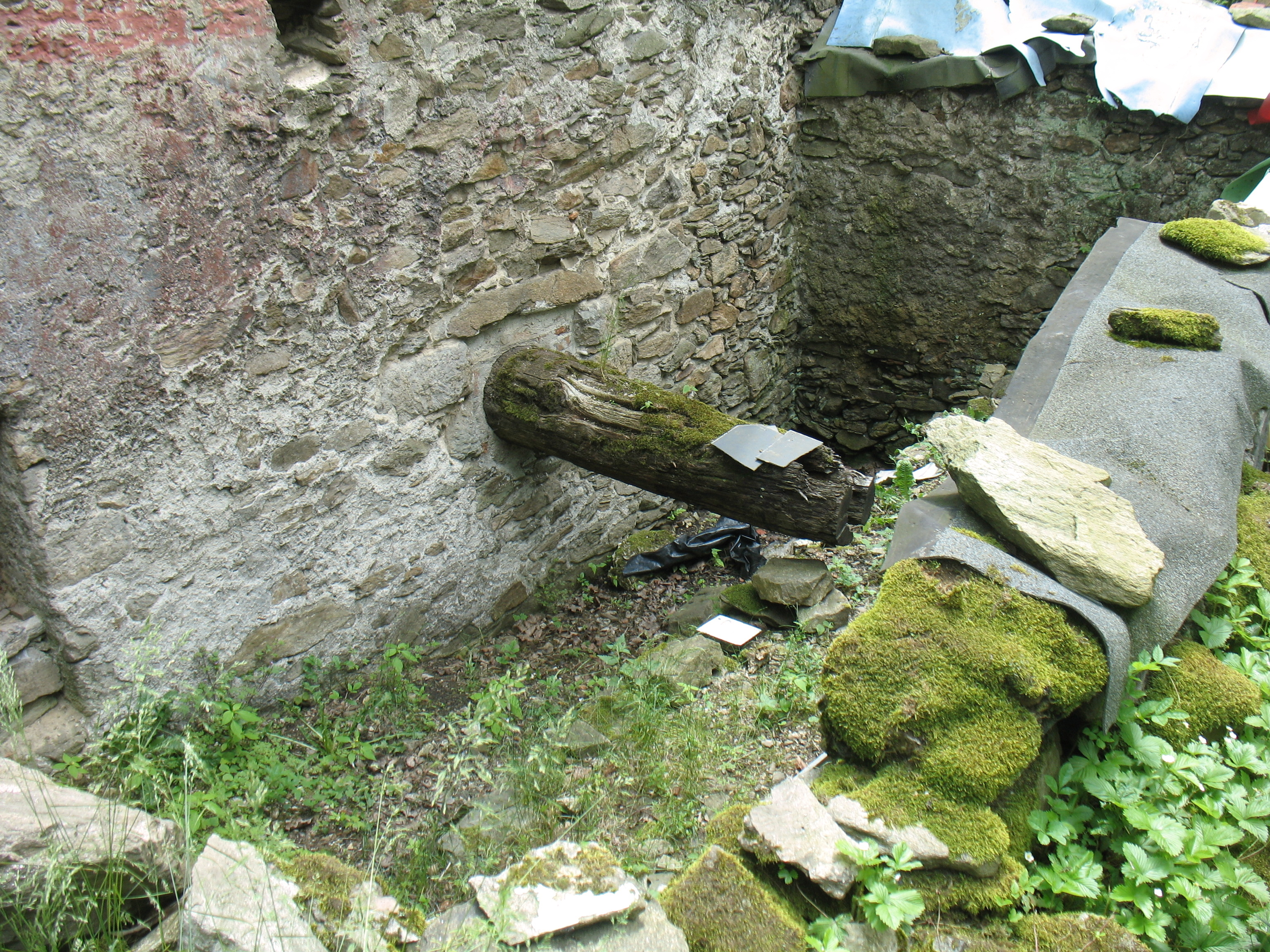
Pozůstatky vodního kola pod náhonem u západní stěny mlýna
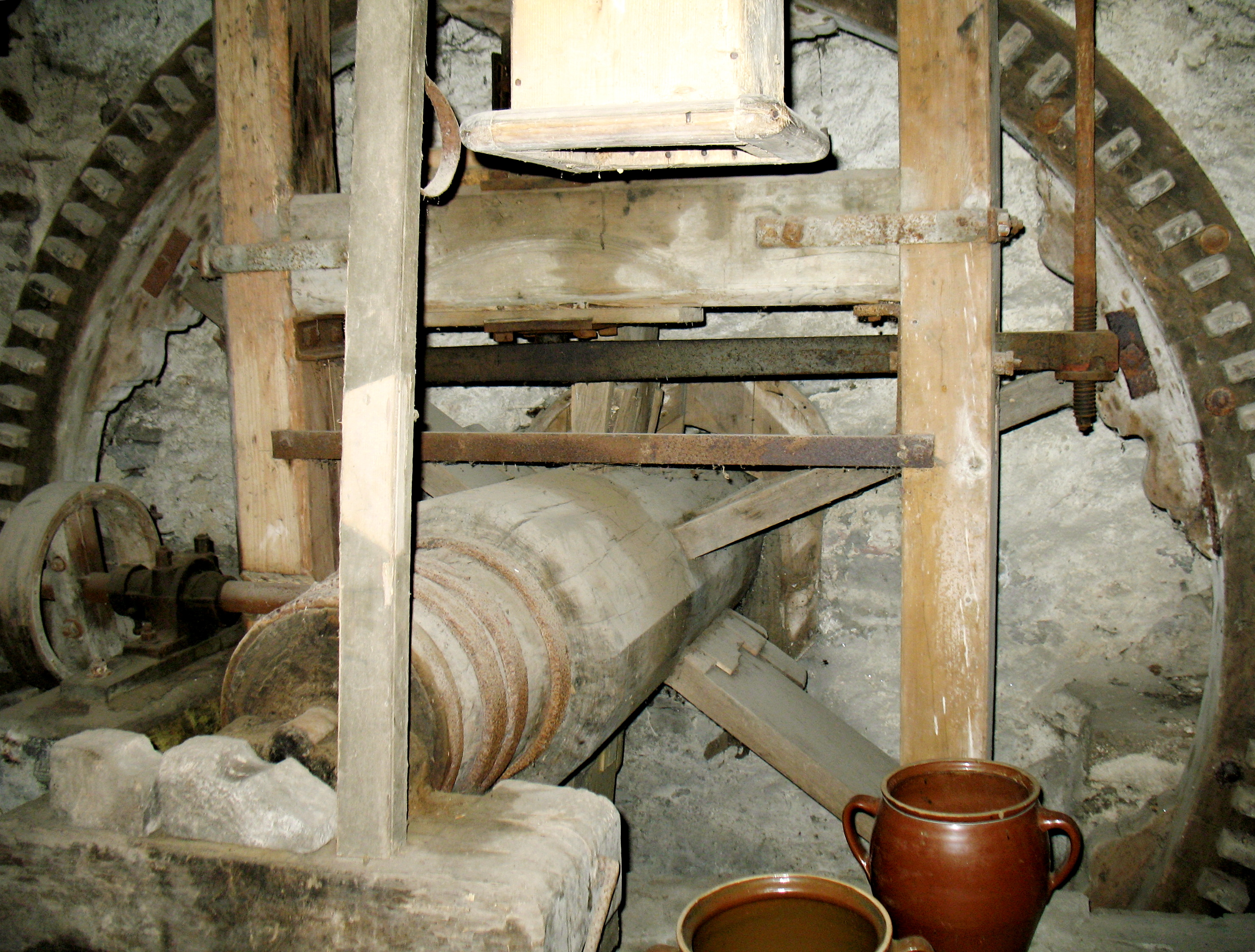
Interiér mlýnice
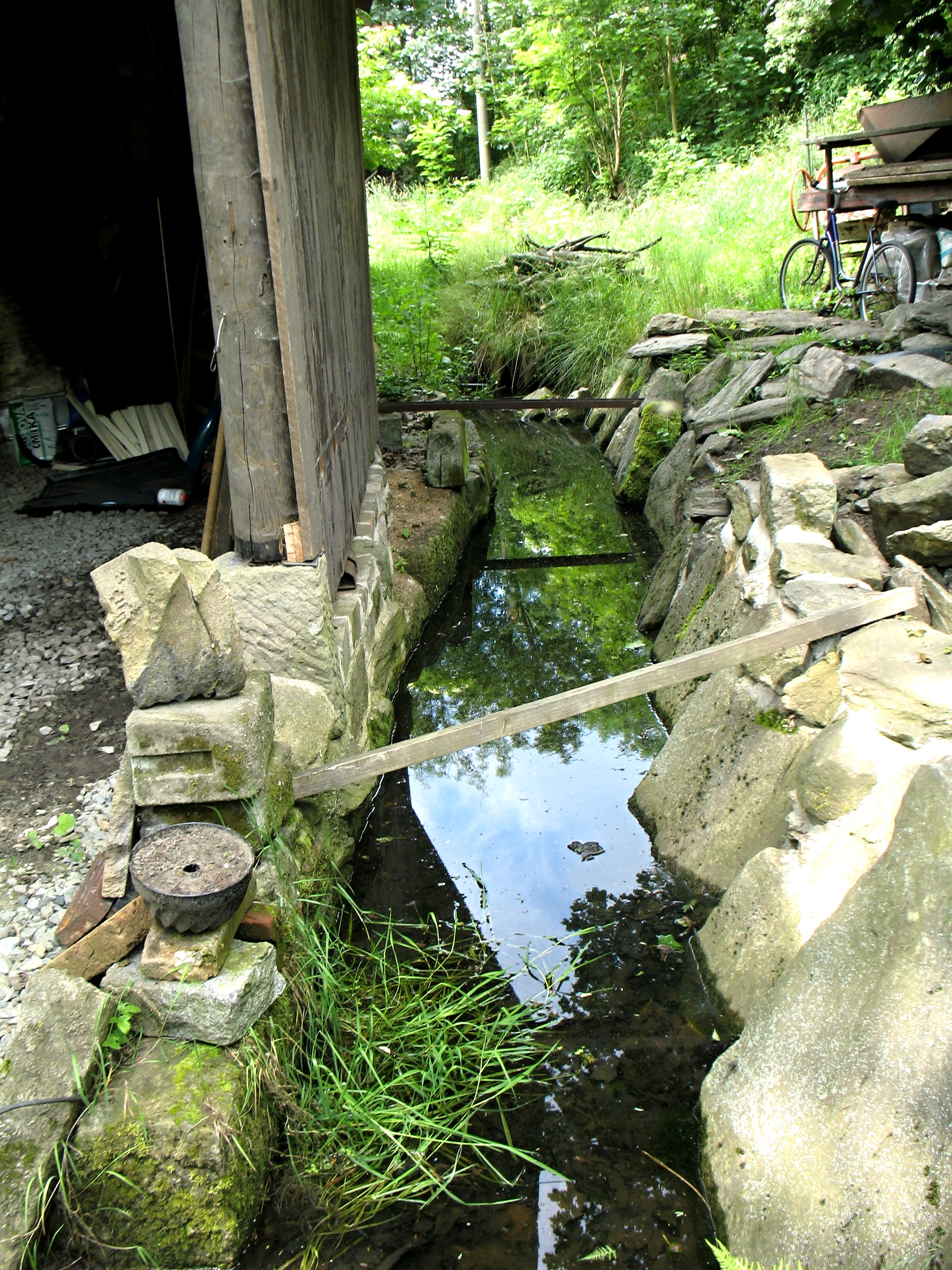
Pokračování náhonu pod mlýnem
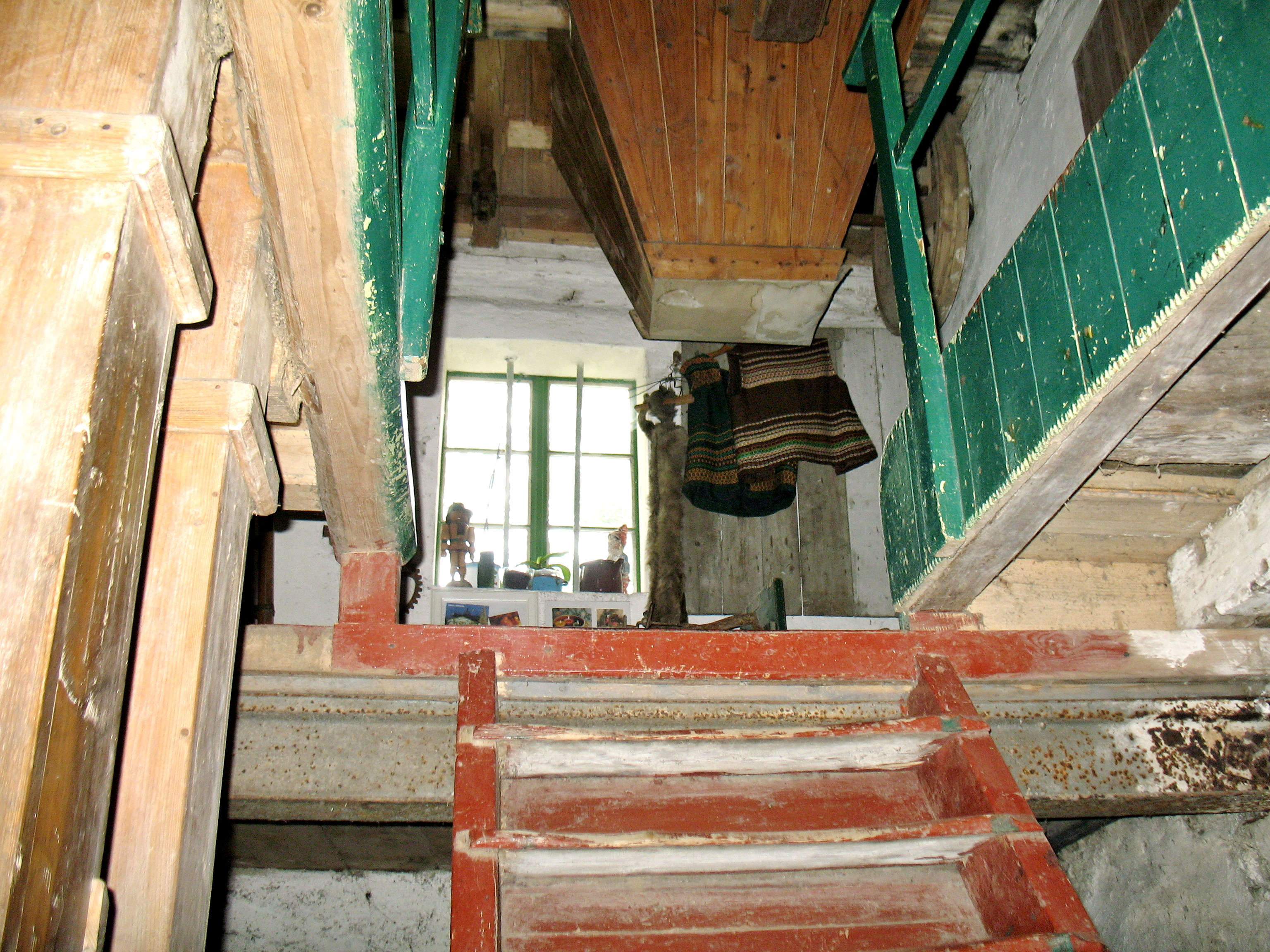
Mlýnice v přízemí budovy
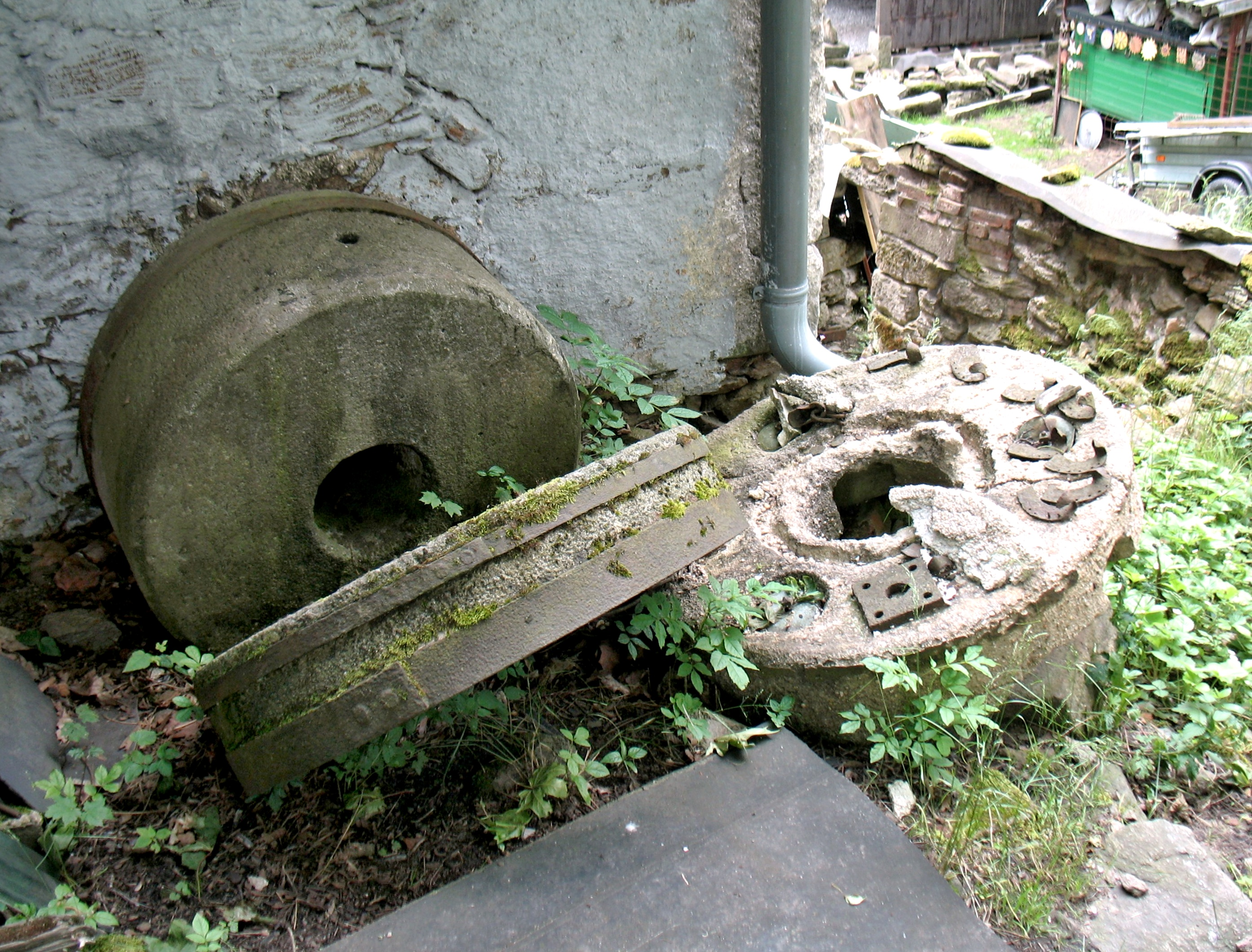
Mlecí kameny